# 9 июня
9 июня — 160-й день года (161-й в високосные годы) по григорианскому календарю.
До конца года остаётся 205 дней.
До 15 октября 1582 года — 9 июня по юлианскому календарю, с 15 октября 1582 года — 9 июня по григорианскому календарю.
В XX и XXI веках соответствует 27 мая по юлианскому календарю.

## Праздники и памятные дни
См. также: Категория:Праздники 9 июня

### Национальные
- Уругвай — День южноамериканского футбола[2] (1924)
- Бразилия — День Апостола Бразилии Жозе ди Аншиета (с 1965)
- Уганда — День героев

### Религиозные
Католицизм
- Памяти миссионера Аншиета, Жозе ди.

 Православие
- память священномученика Ферапонта, епископа Сардийского (III)[5]
- память мученицы Феодоры девы и мученика Дидима воина (304)[6]
- память преподобного Ферапонта Белозерского, Можайского, архимандрита (1426)
- память преподобного Ферапонта Монзенского (1426)
- перенесение мощей святителей Киприана, Фотия и Ионы, митрополитов Московских (1472)
- обретение мощей преподобного Нила Столобенского (1667)
- память праведного Иоанна Русского, исповедника (1730)

### Именины
- Католические: Пелагея, Фелициан, Диана.
- Православные: Иван, Иона, Киприан, Нил, Фёдор[7][8].

## События
См. также: Категория:События 9 июня

### До XIX века
- 411 год до н. э. — Переворот Четырёхсот в Афинах.
- 53 — свадьба Нерона и Клавдии Октавии, дочери Клавдия.
- 68 — Нерон совершает самоубийство, тем самым положив конец династии Юлиев-Клавдиев и начав гражданскую войну, известную как Год четырех императоров.
- 721 — Эд Великий разгромил мавров в Битве при Тулузе.
- 1247 — итальянский путешественник францисканский монах Джованни да Плано Карпини вернулся в Киев после того, как первым из европейцев достиг столицы монгольской империи Каракорума.
- 1534 — Жак Картье открыл реку Св. Лаврентия.
- 1596 — открытие острова Медвежий голландской экспедицией Виллема Баренца и Якоба ван Хемскерка[9][10].
- 1719 — Пётр I поделил российские губернии на провинции и уезды.
- 1737 — Троицкий пожар в Москве.
- 1762 — Российская империя заключила союз с Пруссией.
- 1793 — запрещён ввоз рабов в Верхнюю Канаду.

### XIX век
- 1815 — завершился Венский конгресс, определивший новый европейский миропорядок после Наполеоновских войн.
- 1822 — в США Чарльз Грэм (Charles Graham) запатентовал искусственную челюсть.
- 1826 — А. С. Пушкин пишет Вяземскому: «Я, конечно, презираю отечество мое с головы до ног — но мне досадно, если иностранец разделяет со мною это чувство»
- 1850 — во Франции запрещены клубы и публичные митинги.
- 1862 — сражение при Порт-Репаблик.
- 1863 — битва у станции Бренди.
- 1866 — цензурой прекращено издание журнала «Современник»[11].
- 1883 — в Москве открылся Исторический музей, строительство которого продолжалось 10 лет.
- 1885 — Китай признал французский протекторат над Индокитаем.
- 1887 — землетрясение в городе Верный (ныне Алма-Ата); разрушены 1799 каменных и 839 деревянных зданий, около 800 погибших.
- 1889 — на месте сожжения Джордано Бруно, в Риме, ему открыт памятник.
- 1896 — торжественное открытие самой крупной дореволюционной XVI Всероссийской промышленной и художественной выставки в Нижнем Новгороде.
- 1898 — между Цинской империей и Великобританией заключено Соглашение о расширении Гонконга[12].

### XX век
- 1904 — свой первый концерт дал Лондонский симфонический оркестр.
- 1918 — русский философ Сергей Булгаков покинул Московский университет и принял духовный сан.
- 1923 — военный переворот в Болгарии, к власти пришёл Александр Цанков.
- 1934 — вышел первый мультфильм с участием Дональда Дака.
- 1941 — Вторая мировая война: в Германии создан штаб «Восток» для эксплуатации оккупированных территорий СССР.
- 1944 — Вторая мировая война: массовое убийство в Тюле.
- 1945 — в СССР учреждены медали «За взятие Берлина», «За взятие Будапешта», «За взятие Вены», «За взятие Кёнигсберга», «За освобождение Белграда», «За освобождение Варшавы», «За освобождение Праги».
- 1946
  - В Акмолинске открыта Малая Карагандинская детская железная дорога.
  - Жуков в связи с трофейным делом снят с должности Главкома сухопутных войск — замминистра Вооружённых Сил СССР и назначен командующим войсками Одесского округа
- 1957 — Броуд-Пик покорён австрийской экспедицией (взошло 4 альпиниста, в том числе Герман Буль).
- 1959 — на воду спущена первая подводная лодка с баллистическими ракетами на борту — американская «Джордж Вашингтон».
- 1963 — Уинстон Черчилль объявлен почётным гражданином США.
- 1967
  - Шестидневная война: израильские войска заняли Голанские высоты.
  - Шестидневная война: СССР разорвал дипломатические отношения с Израилем.
- 1969 — Брайан Джонс заявил о своём уходе из The Rolling Stones. Его заменил Мик Тейлор.
- 1970 — на орбите состоялся космический шахматный матч. Экипаж космического корабля «Союз-9» — командир Андриян Николаев и бортинженер второй пилот Виталий Севастьянов сыграл в шахматы с ЦУП. Итог матча — ничья.
- 1978 — Церковь Иисуса Христа Святых последних дней разрешила темнокожим становиться священниками, запрет длился почти 150 лет.
- 1986 — в ходе визита в Венгрию Михаил Горбачёв выдвинул лозунг «Больше демократии, больше социализма».
- 1993 — на экраны США вышел фильм Стивена Спилберга «Парк юрского периода».
- 1994 — президент Казахстана Нурсултан Назарбаев объявил о переносе столицы из Алма-Аты в Акмолу (бывший Целиноград, с 1998 года — Астана, с 2019 — Нур-Султан и с 2022 снова — Астана).
- 1995 — в Сочи президент Украины Леонид Кучма и президент России Борис Ельцин подписали договор о разделе Черноморского флота.
- 2000 — Владимир Путин ввёл прямое президентское правление в Чечне.

### XXI век
- 2002 — в Москве на Манежной площади произошла драка футбольных фанатов после проигрыша сборной России противнику — сборной Японии со счётом 0:1. Погиб 1 человек, разгромлено 3 китайских и 6 японских ресторанов.
- 2009 — теракт в отеле Pearl Continental в пакистанском Пешаваре.
- 2019 — на внеочередных президентских выборах в Казахстане победил Касым-Жомарт Токаев.
- 2024 — президент Франции Эмманюэль Макрон по итогам выборов в Европарламент распустил Национальную ассамблею Франции и объявил внеочередные парламентские выборы.

## Родились
См. также: Категория:Родившиеся 9 июня

### До XIX века
- 1508 — Примож Трубар (ум. 1586), словенский первопечатник, протестантский реформатор, основатель и первый суперинтендент протестантской церкви в Словенских землях.
- 1595 — Владислав IV (ум. 1648), король Речи Посполитой и Великий Князь Литовский (1633—1648).
- 1661 — Фёдор III Алексеевич (ум. 1682), русский царь (с 1676).
- 1672 — Пётр I Великий (ум. 1725), русский царь (с 1682) и первый российский император (с 1721).
- 1686 — граф Андрей Остерман (урожд. Генрих Иоганн Фридрих Остерман; ум. 1747), один из сподвижников Петра I, выходец из Вестфалии, фактически управлявший внешней политикой России в 1720—1730-е гг.
- 1767 — Ювеналий Медведский (ум. 1809), духовный писатель, педагог, иеромонах Русской православной церкви.
- 1768 — Сэмюэль Слейтер (ум. 1835), специалист по текстильной индустрии, «отец» американской промышленной революции.
- 1775 — Георг Фридрих Гротефенд (ум. 1853), немецкий филолог, основоположник дешифровки древнеперсидской клинописи.
- 1781 — Джордж Стефенсон (ум. 1848), английский изобретатель, создатель одного из первых паровозов, строитель первой общественной железной дороги.

### XIX век
- 1812 — Иоганн Готтфрид Галле (ум. 1910), немецкий астроном, открывший планету Нептун.
- 1843 — Берта фон Зутнер (ум. 1914), австрийская писательница, пацифистка, первая женщина — лауреат Нобелевской премии мира (1905).
- 1861 — Густав Тамман (ум. 1938), немецкий физикохимик прибалтийского происхождения.
- 1865 — Карл Нильсен (ум. 1931), датский композитор, скрипач, дирижёр, педагог.
- 1872 — Константин Марджанов (наст. фамилия Марджанишвили; ум. 1933), российский, грузинский и советский режиссёр театра и кино, основоположник грузинского театра.
- 1875 — Генри Дейл (ум. 1968), английский фармаколог, лауреат Нобелевской премии (1936).
- 1877 — Титта Руффо (наст. имя Руффо Кафьеро Титта; ум. 1953), итальянский оперный певец (баритон).
- 1882 — Роберт Керр (ум. 1963), канадский легкоатлет, олимпийский чемпион и призёр (1908).
- 1891 — Коул Портер (ум. 1964), американский композитор, кинокомпозитор, автор мюзиклов «Целуй меня, Кэт», «Канкан» и др.
- 1894 — Недо Нади (ум. 1940), итальянский фехтовальщик, 6-кратный олимпийский чемпион (1912 и 1920).
- 1898 — Курцио Малапарте (наст. имя Курт Эрих Зукерт; ум. 1957), итальянский писатель, сценарист, кинорежиссёр, журналист.

### XX век

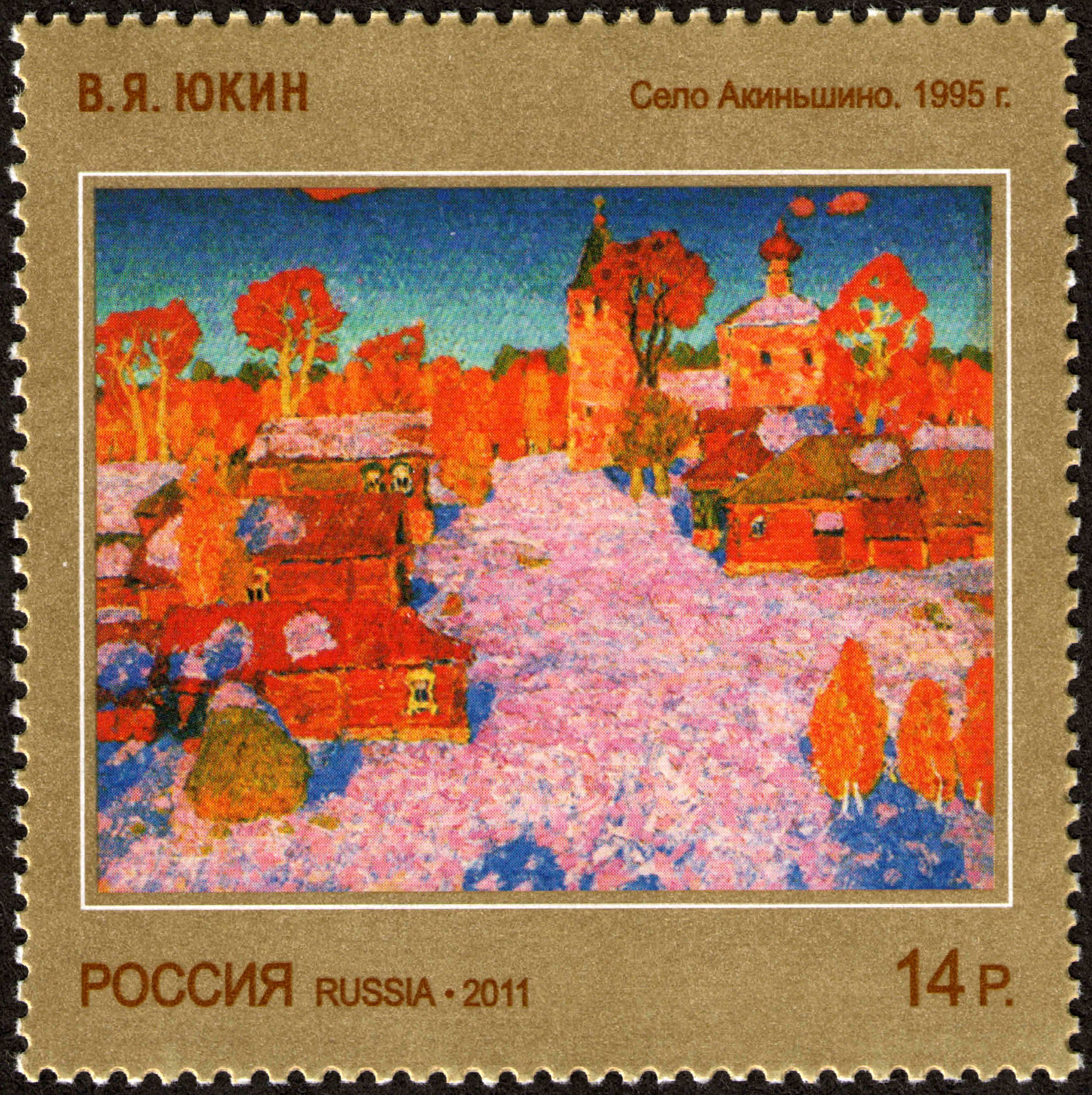
Владимир Юкин, 1995

- 1912 — Кеннет Ли Пайк (ум. 2000), американский лингвист и антрополог.
- 1915 — Лес Пол (наст. имя Лестер Уильям Полсфусс; ум. 2009), американский гитарист и поэт-песенник, новатор в звукозаписи, один из изобретателей электрогитар.
- 1916 — Роберт Стрейндж Макнамара (ум. 2009), американский предприниматель и политический деятель, министр обороны США (1961—1968).
- 1920 — Владимир Юкин (ум. 2000), русский советский пейзажист, народный художник РФ.
- 1924 — Георгий Куликов (ум. 1995), актёр театра и кино, заслуженный артист РСФСР.
- 1928 — Кейт Вильгельм (ум. 2018), американская писательница, автор фантастики и детективов.
- 1930
  - Бен Абруззо (погиб в 1985), американский воздухоплаватель, вместе с экипажем первым в мире на воздушном шаре перелетевший через Атлантический и Тихий океаны.
  - Лин Картер (ум. 1988), американский писатель-фантаст и литературовед.
- 1941 — Джон Лорд (ум. 2012), английский музыкант-клавишник и композитор, участник группы Deep Purple.
- 1944 
  - Игорь Бриль, советский и российский джазовый пианист, композитор, педагог, народный артист РФ.
  - Кристин Гуашель, французская горнолыжница, олимпийская чемпионка (1964).
- 1947 — Мик Бокс, британский гитарист, автор песен, основатель и лидер группы Uriah Heep.
- 1950 — Юрий Щекочихин (ум. 2003), советский и российский журналист, писатель, драматург, сценарист, телеведущий.
- 1951 — Вера Савина, российский и белорусский киносценарист, журналист.
- 1956
  - Хоакин Алонсо, испанский футболист.
  - Берит Эунли, норвежская лыжница, олимпийская чемпионка (1984), трёхкратная чемпионка мира.
- 1961 — Майкл Джей Фокс, канадский киноактёр, лауреат «Золотого глобуса», трёх премий «Эмми».
- 1963 — Джонни Депп, американский актёр, кинорежиссёр, музыкант, сценарист, лауреат «Золотого глобуса» и др. премий.
- 1969 — Эрик Виналда, американский футболист, участник трёх чемпионатов мира.
- 1972 — Константин Ступин (ум. 2017), советский российский рок-музыкант, автор песен, фронтмен группы «Ночная трость».
- 1977
  - Елена Панова, российская актриса театра и кино.
  - Предраг Стоякович, югославский и сербский баскетболист, чемпион мира и Европы, чемпион НБА.
- 1978
  - Мэттью Беллами, британский музыкант, композитор, фронтмен группы Muse.
  - Мирослав Клозе, немецкий футболист, чемпион мира (2014).
  - Микаэла Конлин, американская актриса театра, кино и телевидения.
  - Шанди Финнесси, американская фотомодель, актриса и Мисс США 2004.
- 1981 — Натали Портман (урожд. Натали Хершлаг), израильско-американская актриса, обладательница премий «Оскар», «Золотой глобус», BAFTA и др. наград.
- 1984 — Уэсли Снейдер, нидерландский футболист, серебряный призёр чемпионата мира (2010).
- 1989 — Дзюн Мидзутани, японский игрок в настольный теннис, олимпийский чемпион (2020).
- 1990
  - Маттиас Майер, австрийский горнолыжник, трёхкратный олимпийский чемпион (2014, 2018 и 2022).
  - Лорен Сока, английская актриса, обладательница премии BAFTA.
- 1991 — Чжоу Ян, китайская шорт-трекистка, трёхкратная олимпийская чемпионка (2010, 2014), 5-кратная чемпионка мира.
- 1992 — Янник Аньель, французский пловец, двукратный олимпийский чемпион (2012), чемпион мира и Европы.

## Скончались
См. также: Категория:Умершие 9 июня

### До XIX века
- 62 — Клавдия Октавия (р. 42), первая жена Нерона; убита в ссылке по его приказу.
- 68 — покончил с собой Нерон (при рожд. Луций Домиций Агенобарб; р. 37), римский император (54-68).
- 1290 — Беатриче Портинари (р. 1266), муза итальянского поэта Данте Алигьери.
- 1572 — Иоанна III (р. 1528), королева Наварры (1555—1572).
- 1701 — Филипп I Орлеанский (р. 1640), сын Людовика XIII Французского и Анны Австрийской, младший брат Людовика XIV.
- 1728 — граф Пётр Апраксин (р. 1659), русский военачальник и государственный деятель, сподвижник Петра I.

### XIX век
- 1825 — Полина Бонапарт (р. 1780), средняя из трёх сестёр французского императора Наполеона I.
- 1870 — Чарльз Диккенс (р. 1812), английский писатель.
- 1871 — Анна Аткинс (р. 1799), английская учёная, ботаник и иллюстратор, одна из первых женщин-фотографов.
- 1892 — Семён Зеленой (р. 1812), русский адмирал, учёный-гидрограф, астроном.
- 1894 — Фридрих Луис Доберман (р. 1834), немецкий собаковод, положивший начало породе доберман-пинчер.

### XX век
- 1917 — Евгений Алексеев (р. 1843), русский военный и государственный деятель, наместник на Дальнем Востоке.
- 1918 — Анна Достоевская (урожд. Сниткина; р. 1846), русская мемуаристка, вторая жена Ф. М. Достоевского.
- 1946 — застрелен Ананда Махидон (он же Рама VIII; р. 1925), 8-й король Таиланда (с 1935), из династии Чакри.
- 1951 — Ксения Держинская (р. 1889), русская оперная певица, педагог, публицист, народная артистка СССР.
- 1960 — Семён Лавочкин (р. 1900), советский авиаконструктор, создатель самолётов «ЛаГГ» и «Ла».
- 1961 — Камиль Герен (р. 1872), французский ветеринар, бактериолог и иммунолог, один из создателей противотуберкулёзной вакцины БЦЖ.
- 1963 — Василий Барвинский (р. 1888), украинский композитор, пианист, музыкальный критик.
- 1965 — Пётр Алейников (р. 1914), советский киноактёр.
- 1968 — Юрий Милютин (р. 1903), композитор, народный артист РСФСР.
- 1973 — Джон Кризи (р. 1908), британский писатель, автор детективов.
- 1974
  - Мигель Анхель Астуриас (р. 1899), гватемальский писатель, лауреат Нобелевской премии (1967).
  - Кэтрин Корнелл (р. 1893), американская актриса, сценарист и продюсер, владелица театра.
- 1976 — Ян Нагурский (р. 1888), российский и польский гидроавиатор, первый в мире полярный лётчик.
- 1984 — Владимир Чивилихин (р. 1928), русский советский писатель.
- 1989
  - Рашид Бейбутов (р. 1915), азербайджанский актёр театра и кино, оперный и эстрадный певец, народный артист СССР.
  - Джордж Уэлс Бидл (р. 1903), американский генетик, лауреат Нобелевской премии (1958).
  - Владимир Касатонов (р. 1910), советский военачальник, адмирал флота, Герой Советского Союза.
- 1991 — Клаудио Аррау (р. 1903), чилийский пианист.
- 1994 — Ян Тинберген (р. 1903), голландский экономист, первый обладатель Нобелевской премии по экономике (1969).
- 1997 — Евгений Лебедев (р. 1917), актёр театра и кино, народный артист СССР.

### XXI век
- 2001 — Савва Кулиш (р. 1936), советский и российский кинорежиссёр, сценарист, оператор, народный артист РФ.
- 2005 — Инна Ульянова (р. 1934), артистка театра и кино, заслуженная артистка РСФСР.
- 2008 — Альгис Будрис (р. 1931), американский писатель-фантаст, литературный критик.
- 2010 — Марина Семёнова (р. 1908), балерина, балетмейстер, народная артистка СССР, Герой Социалистического Труда.
- 2011
  - Павел Винник (р. 1925), советский и российский актёр, народный артист России.
  - Владимир Туманов (р. 1926), 2-й Председатель Конституционного суда РФ (1995—1997).
- 2015
  - Джеймс Ласт (р. 1929), немецкий композитор, аранжировщик, дирижёр.
  - Фред Антон Майер (р. 1938), норвежский конькобежец, олимпийский чемпион (1968), чемпион мира и Европы.
- 2017 — Анатолий Киселёв (р. 1938), деятель советской космической промышленности, Герой Социалистического Труда.
- 2020 — Анатолий Трушкин (р. 1941), советский и российский писатель-сатирик, сценарист, телеведущий.
- 2024 — Фрэнк Кэрролл (р. 1938), американский фигурист и тренер. Один из самых успешных тренеров по фигурному катанию в США.
- 2025
  - Слай Стоун (имя при рождение Сильвестр Стюарт; р. 1943), американский музыкант и продюсер, один из родоначальников психоделического фанка.
  - Фредерик Форсайт (р. 1938), британский, английский писатель и сценарист. Агент Британской разведывательной службы МИ-6. Командор ордена Британской империи (1997).

## Приметы
Федора Домовница / День Федоры
- «На Федору не выноси из избы сору». В эти сутки не мели и не мыли пол[13].
- Под веником всегда живёт домовой.
- На Федору дома не мели, домового берегли.
- Федора стоит за углом, хочет узнать о худом.